# Em (Schriftsatz)
Die Maßeinheit em wird im Schriftsatz zur Bestimmung der Zeichenbreite in Abhängigkeit von der Schriftgröße verwendet. Ein em entspricht der Breite eines Gevierts (englisch quad) des Druckwesens; das ist, obwohl es verbreitet behauptet wird, nicht exakt – sondern nur ungefähr – die Breite des Großbuchstabens M. Die Abkürzung em leitet sich ab vom englischen equal to m.
Die Breite des Gevierts entspricht der Höhe des Gevierts und somit der Schriftgröße – ein em ist somit direkt proportional zur Schriftgröße, unabhängig von der Gestaltung des Großbuchstabens M der jeweiligen Schriftart.
Für das Halbgeviert steht en.

## Anwendung
Bei der Darstellung von Textdokumenten zeigen sich zwei Kriterien betreffend der Breite einer Spalte, die dem Leser das Lesen eines Textes vereinfachen oder erschweren:
- Zu lange Zeilen erschweren das Finden der nächsten Zeile nach dem Zeilenumbruch.
- Zu kurze Zeilen führen zu größeren Leerräumen an den Zeilenenden.

Ein angenehm lesbares Schriftbild lässt sich durch Definition der Breite in em unabhängig von der Schriftgröße definieren. Mit der Größe der Schriftart ändert sich die Länge der Zeile, wodurch das Schriftbild erhalten bleibt.

## Anwendung bei Webseitendarstellungen
Auch bei der Darstellung von Webseiten ist die Einheit em bedeutsam. Unabhängig von Webbrowser-basierten Einstellungen der Schriftgröße kann das Erscheinungsbild des Textes durch den Webdesigner definiert werden, im Gegensatz zu absolut definierten Breiten, bei denen in Extremfällen oben genannte Probleme auftreten können.
Der für die Gestaltung von Webseiten bedeutsame CSS-Standard definiert ein em in Übereinstimmung mit der in der Einleitung genannten allgemeinen Definition als die aktuelle Schriftgröße der Schriftart in Pixel.
Em kann in CSS zusätzlich zur Bestimmung der Zeilenbreite auch zur Definition der Schriftgröße und Zeilenhöhe verwendet werden.

### Beispiele
- font-size: 2em; (zu Deutsch: Schriftgröße 2em) verdoppelt die Schriftgröße.
- line-height: 1.2em; (zu Deutsch: Zeilenabstand 1,2em) setzt den Zeilenabstand auf 120 % der Schriftgröße. Zwischen den Zeilen wird also 20 % der Schriftgröße als Durchschuss freigelassen.

CSS definiert auch eine Einheit rem, die Schriftgröße des Root-Element (meist <html>) in em.